# Kryzys sueski
Kryzys sueski (arab. ‏أزمة السويس – العدوان الثلاثي‎; hebr. ‏מבצע קדש‎, operacja Kadesz) – militarna agresja Wielkiej Brytanii, Francji i Izraela na Egipt, która rozpoczęła się 29 października 1956. Agresja została poprzedzona decyzją Egiptu o nacjonalizacji Kanału Sueskiego (26 lipca 1956), jednak rzeczywistą przyczyną wybuchu wojny było pragnienie Wielkiej Brytanii i Francji utrzymania kontroli nad Kanałem. Państwa te dla realizacji swoich celów posłużyły się Izraelem, którego statki handlowe nie mogły korzystać z Kanału Sueskiego.

## Wprowadzenie
Kryzys sueski to międzynarodowy konflikt, który rozegrał się na Bliskim Wschodzie wokół Kanału Sueskiego. Kanał został zbudowany w latach 1859–1869 z państwowych funduszy Francji i Egiptu, pod kierunkiem F.M. de Lessepsa. Zbudowano go na Przesmyku Sueskim między deltą Nilu i wyżyną półwyspu Synaj, łącząc w ten sposób Morze Śródziemne z Morzem Czerwonym. W 1875 roku egipskie długi zagraniczne zmusiły chedywa Isma’ila do sprzedania egipskich akcji Brytyjczykom, co zapewniło im decydujący głos w sprawach Kanału. Brytyjczycy przejmując nad nim całkowitą kontrolę, w 1882 utworzyli w strefie Kanału swoje posterunki i bazy wojskowe.
W 1888 w Konstantynopolu (obecnie Stambuł) podpisano międzynarodową Konwencję o wolności żeglugi na Kanale Sueskim. Zawarta umowa ogłaszała Kanał neutralną strefą pozostającą pod brytyjską kontrolą.
Po proklamowaniu niepodległości Egiptu w 1922, status Kanału nie uległ zmianie, a egipsko-brytyjska umowa z 1936 roku gwarantowała Wielkiej Brytanii prawo do utrzymywania baz wojskowych w jego strefie. Było to niezwykle ważne dla Brytyjczyków, gdyż Kanał miał ogromne znaczenie strategiczne – była to najdogodniejsza droga morska między Wielką Brytanią a Indiami i złożami ropy naftowej na Bliskim Wschodzie. Brytyjczycy zdołali utrzymywać kontrolę nad Kanałem przez całą II wojnę światową, czerpiąc przy okazji spore dochody z żeglugi po Kanale.

## Początek konfliktu
Po przegranej pierwszej wojnie izraelsko-arabskiej Egipt w 1949 roku zamknął Kanał Sueski dla izraelskiej żeglugi oraz zablokował rejon Zatoki Akaba. Posunięcie to było w jawnej sprzeczności z postanowieniami konwencji konstantynopolskiej (1888), jednak Egipt usprawiedliwiał swoją decyzję stanem wojny z Izraelem. Pomimo to Izrael oskarżył wówczas Egipt o złamanie warunków zawieszenia broni, nie podjął jednak żadnych działań zmierzających do złamania morskiej blokady.
W sierpniu 1951 roku brytyjski minister spraw zagranicznych Anthony Eden udzielił Egiptowi pełnych praw do decydowania o Kanale Sueskim. Tym samym udzielił Egiptowi prawa do decydowania o przepuszczaniu lub blokowaniu izraelskich statków pragnących skorzystać z Kanału lub Cieśniny Tirańskiej. Problem, zignorowany początkowo przez Wielką Brytanię, został podjęty przez międzynarodową społeczność i 1 września 1951 r. Rada Bezpieczeństwa ONZ przyjęła rezolucję nr 95, która nazwała zamknięcie Kanału Sueskiego „nadużyciem ograniczającym prawo” i wezwała Egipt do otwarcia Kanału dla wszystkich statków i wszystkich towarów. W odpowiedzi w 1951 roku Egipt anulował układ egipsko-brytyjski z 1936 roku, zmuszając wojska brytyjskie do opuszczenia w roku 1954 strefy Kanału Sueskiego.
W Egipcie postępowała stopniowa radykalizacja nastrojów społecznych i w 1952 roku oficerowie armii przeprowadzili zamach stanu, który zakończył rządy króla Faruka I będącego brytyjską marionetką i wprowadzili pół-dyktaturę wojskową. Nowy rząd prowadził agresywną politykę antyizraelską, wspierając m.in. rajdy fedainów na Izrael, na co izraelska armia odpowiadała rajdami niszczącymi arabskie obozy szkoleniowe w Strefie Gazy.
Dalszą konsekwencją działań było zatrzymanie 24 grudnia 1953 r. u wejścia do Kanału Sueskiego norweskiego statku płynącego z ładunkiem dla Izraela. Na międzynarodowe protesty Egipt ponownie odpowiedział, że jest w stanie wojny z Izraelem. 28 września 1954 r. izraelski statek „Bat Galim” podjął próbę przepłynięcia przez Kanał Sueski, został on również zatrzymany, a cała jego załoga aresztowana. Te zdecydowane kroki Egiptu dowodziły nieprzejednanej postawy Arabów względem Izraela i gotowości wciągnięcia Kanału Sueskiego w strefę wojny, co zagrażało bezpieczeństwu międzynarodowych szlaków morskich.

### Zakup broni od państw Bloku Wschodniego
Nasilający się konflikt izraelsko-arabski nałożył się na spór wokół budowy Wielkiej Tamy Asuańskiej w Egipcie. Koszt budowy był szacowany na 1,5 mld dolarów. Tama miała nawodnić rozległe pustynne ziemie oraz dostarczyć Egiptowi energię elektryczną, umożliwiając znaczący rozwój przemysłu kraju. Początkowo tama miała być współfinansowana przez Stany Zjednoczone, Francję i Wielką Brytanię, ale po formalnym uznaniu przez Egipt Chińskiej Republiki Ludowej rząd amerykański i jego sojusznicy wycofali się ze swoich obietnic. Reakcją Gamala Abdela Nasera było nawiązanie kontaktów ze Związkiem Socjalistycznych Republik Radzieckich, który zaproponował pokrycie około jednej trzeciej kosztów budowy tamy. ZSRR zaoferował także pomoc radzieckich inżynierów, sprzęt budowlany oraz pomoc wojskową. W konsekwencji we wrześniu 1955 roku Egipt zawarł z Czechosłowacją umowę o dostawy sprzętu wojskowego. W wyniku tego porozumienia w ciągu roku (do października 1956) do Egiptu dostarczono 230 czołgów, 300 transporterów opancerzonych, 500 dział i moździerzy, 170 samolotów bojowych oraz kilkanaście okrętów. Dodatkowo do Egiptu docierał sprzęt wojskowy zakupiony przez Syrię we Włoszech i Czechosłowacji.
W ten sposób Egipt bardzo szybko zdobywał przewagę wojskową nad Izraelem. Wywołało to wzrost pewności u Egipcjan i w rezultacie 2 marca 1956 r. prezydent Naser zażądał od Izraela przywrócenia granic ustalonych w rezolucji nr 181 z 1947 roku.

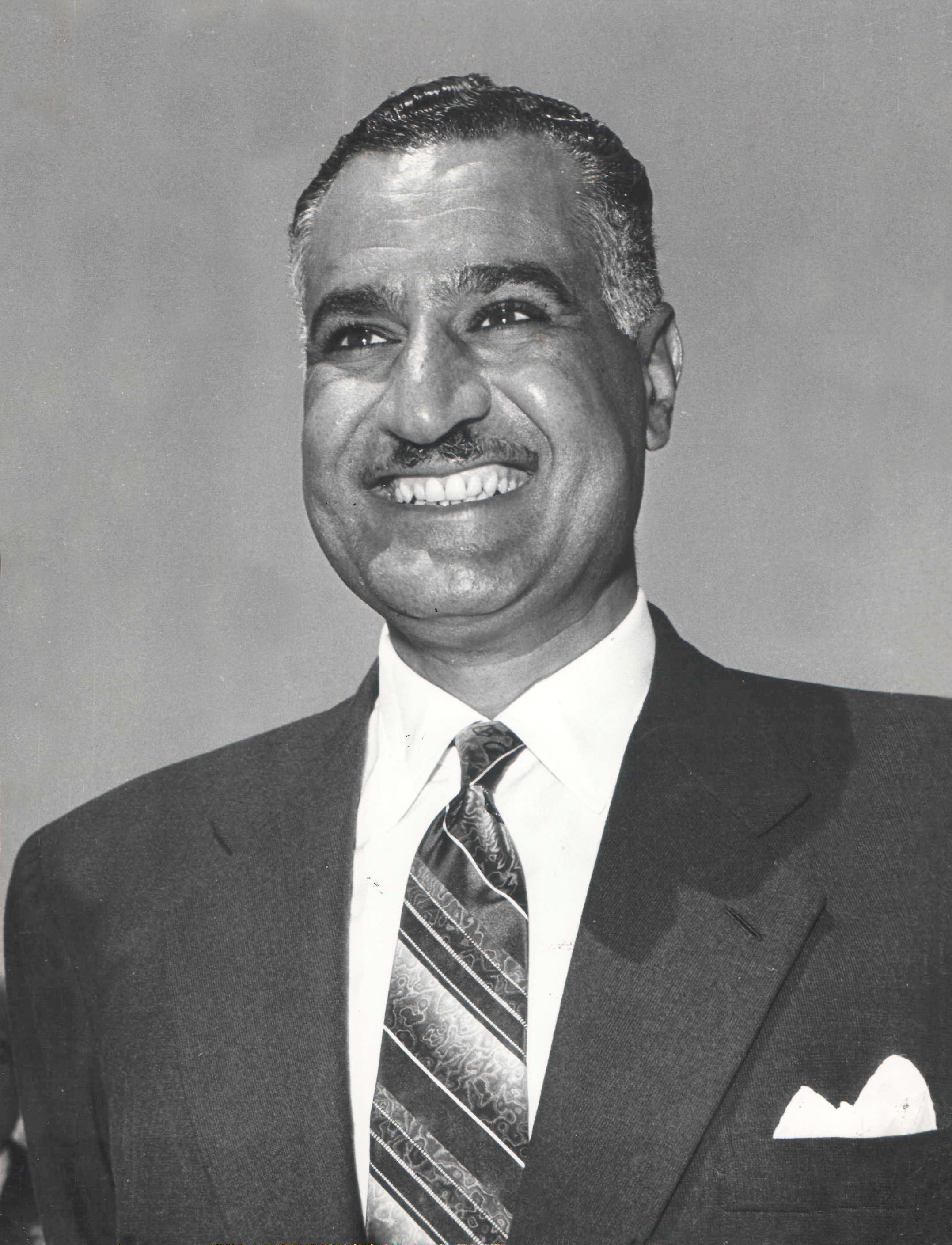
Gamal Abdel Naser

### Nacjonalizacja Kanału Sueskiego
Roczny dochód Brytyjczyków pochodzący z pobierania opłat za udostępnianie Kanału jednostkom pływającym wynosił 100 mln funtów, z czego Egipt otrzymywał tylko 2,5 mln funtów.
Na przełomie czerwca i lipca 1956 roku ostatnie brytyjskie oddziały wojskowe opuściły strefę Kanału, a następnie ewakuowały się z Egiptu, a 26 lipca 1956 r. prezydent Naser ogłosił nacjonalizację Kanału Sueskiego. Warto wspomnieć, że w Suez Canal Company 44% akcji posiadały brytyjskie firmy i banki. W momencie nacjonalizacji całość przeszła na własność skarbu Egiptu. Naser zaplanował, że wysokie opłaty za korzystanie z Kanału Sueskiego pomogą Egiptowi zebrać brakujące fundusze na budowę Wielkiej Tamy Asuańskiej. W praktyce jednak opłaty te całkowicie zablokowały ruch przez Kanał.

## Plan agresji na Egipt
1 sierpnia 1956 r. odbyło się w Londynie pierwsze spotkanie przedstawicieli Stanów Zjednoczonych (ambasador Robert Daniel Murphy), Wielkiej Brytanii (sekretarz spraw zagranicznych Selwyn Lloyd) i Francji (minister spraw zagranicznych Christian Pineau). Wkrótce po tym spotkaniu zostało zawarte porozumienie brytyjsko-francuskie w sprawie interwencji zbrojnej w Egipcie. Dokument porozumienia podpisali: brytyjski premier Anthony Eden i francuski premier Guy Mollet. Siedzibę wspólnego sztabu umiejscowiono w Londynie, a dowódcami zostali generał Stockwell i admirał Barjot. Inwazję na Egipt planowano przeprowadzić we współpracy z Izraelem. Czas realizacji planu przewidywano na 1956 rok.
Na przełomie sierpnia i września 1956 roku sztabowcy wojskowi Izraela, Francji i Wielkiej Brytanii zaczęli opracowywać plany wspólnej operacji. Natomiast politycy zajęli się przygotowywaniem właściwego usprawiedliwienia dla rozpoczęcia wojny. Na arenie międzynarodowej polityki oświadczono, że do agresji doszło na mocy zawartej 19 października 1954 r. umowy brytyjsko-egipskiej, która regulowała tryb i zasady wycofania wojsk brytyjskich z Egiptu. Umowa zakładała, że Brytyjczycy mają prawo obsadzić swoimi wojskami strefę Kanału Sueskiego w przypadku zagrożenia wolności żeglugi na tym szlaku wodnym. A tym zagrożeniem dla wolności żeglugi miała być nowa wojna izraelsko-arabska.
W dniach 22–24 października 1956 r. w miejscowości Sèvres pod Paryżem odbyła się tajna narada przedstawicieli rządu Izraela (premier Dawid Ben Gurion, dyrektor departamentu w ministerstwie obrony narodowej Szimon Peres, szef sztabu Mosze Dajan), Francji (minister obrony Maurice Bourgès-Maunoury, minister spraw zagranicznych Christian Pineau, szef sztabu Maurice Challe) i Wielkiej Brytanii (sekretarz spraw zagranicznych Selwyn Lloyd i jego asystent Patrick Dean). Podpisano tzw. protokół z Sèvres, w którym zaplanowano, że Izrael dokona inwazji na półwysep Synaj, zaś Francja i Wielka Brytania wystąpią jako „rozjemcy” i wkroczą do Egiptu, aby „rozdzielić walczące strony”, przejmując przy okazji kontrolę nad Kanałem Sueskim.

## Zgromadzone siły

### Siły Izraela
Siły Obronne Izraela przeznaczyły do inwazji na półwysep Synaj 45 tys. żołnierzy, zgrupowanych w 12 brygadach wspieranych przez 155 samolotów bojowych. Do obrony granic Izraela przed ewentualną agresją Libanu, Syrii i Jordanii pozostawiono 130 tys. żołnierzy. Dowódcą Sztabu Głównego był generał Mosze Dajan, który osobiście dowodził działaniami wojsk na półwyspie Synaj.

### Siły Wielkiej Brytanii i Francji

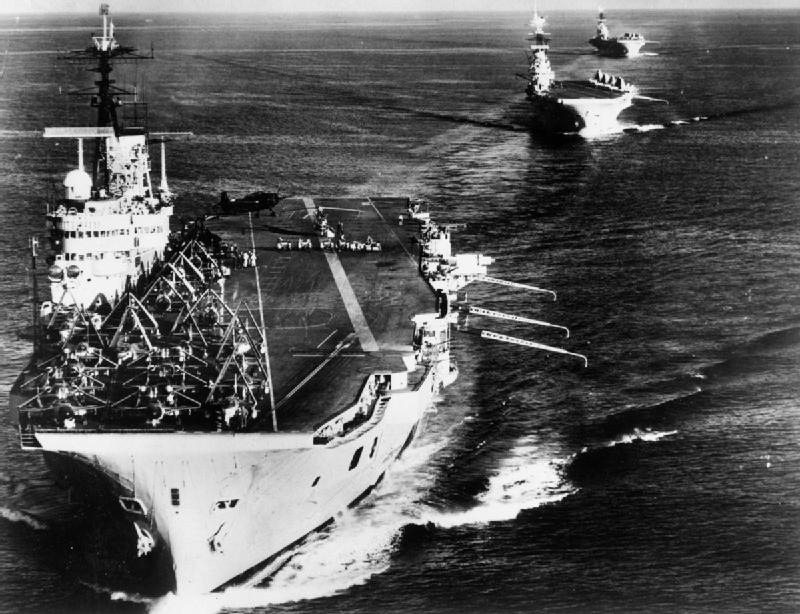
Brytyjskie lotniskowce HMS „Eagle”, „Bulwark” i „Albion” podczas kryzysu sueskiego

Wielka Brytania i Francja rozlokowały trzon swoich sił uderzeniowych w rejonie wysp Malta i Cypr. W dwóch bazach sił powietrznych rozlokowano liczne samoloty bojowe, a wokół wysp zgromadzono lotniskowce: brytyjskie HMS „Eagle” (46 samolotów), HMS „Albion” (42 samoloty), HMS „Bulwark” (46 samolotów) oraz francuskie „Arromanches” (48 samolotów), „La Fayette” (45 samolotów). Dodatkowo dwa brytyjskie lotniskowce HMS „Ocean” i HMS „Theseus” przewoziły śmigłowce do przeprowadzenia desantu z powietrza. Ogółem Brytyjczycy dysponowali w rejonie konfliktu 45 tys. ludzi, a Francuzi 34 tys. ludzi (Francja w tym czasie była zaangażowana w wojnę algierską).

### Siły Egiptu
Egipska armia liczyła 300 tys. ludzi pod dowództwem Gamala Abdela Nasera, jednak w rejonie bezpośrednich walk znalazło się 70 tys. żołnierzy. Dodatkowo 25 października 1956 Egipt, Jordania i Syria powołały wspólne dowództwo wojskowe, jednak na froncie jordańskim i syryjskim nie rozpoczęto żadnych większych działań wojskowych. W rzeczywistości Egipt sam musiał stawić czoła agresji trzech państw.

## Wojna

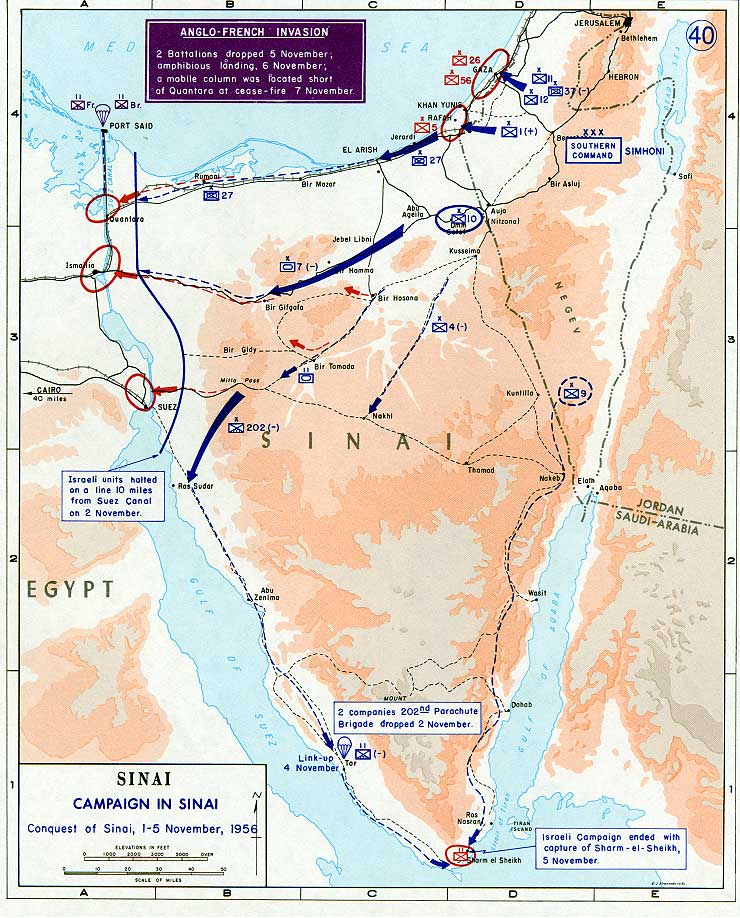
Kampania Sueska
29 października – 6 listopada 1956 r.

Jeszcze przed rozpoczęciem wojny, rankiem 29 października 1956 oddział izraelskiej straży granicznej (Mishmar HaGvul) dokonał masakry arabskich mieszkańców wioski Kafr Qasim, na granicy izraelsko-jordańskiej. Przyczyną otworzenia ognia do cywili było naruszenie godziny policyjnej. Zginęło 48 Arabów, w tym 6 kobiet i 23 dzieci. Policja przeprowadziła dochodzenie i sąd wojskowy skazał 8 izraelskich żołnierzy na kary więzienia (dowódca został skazany na 17 lat, dwaj podoficerowie na 15 lat, a pozostali otrzymali mniejsze wyroki). W późniejszym czasie wyroki zostały złagodzone i żołnierze wyszli na wolność po 3,5 roku kary.

### Operacja „Kadesz”
29 października 1956 roku o godzinie 17:00 Izrael rozpoczął operację „Kadesz”. Nazwa operacji pochodziła od nazwy starożytnego miasta Kadesz na półwyspie Synaj, wspominanego w Księdze Powtórzonego Prawa.
Osiągnięcie sukcesu zależało od zrealizowania głównych celów:
- zdobycie Strefy Gazy i usunięcie z jej terenu baz fedainów. Pozostawienie tej strefy w rękach arabskich umożliwiłoby Egiptowi przeprowadzenie oskrzydlającego ataku na nacierające na półwyspie Synaj izraelskie siły.
- zdobycie Al-Arisz i Abu Ageili na półwyspie Synaj. Były to dwie główne bazy egipskich sił zbrojnych na Synaju. Znajdowały się w nich duże magazyny, centra dowodzenia i łączności. Zdobycie ich sparaliżowałoby egipską armię.
- zdobycie Szarm el-Szejk, który był bazą egipskich sił blokujących Cieśninę Tirańską. Po zdobyciu Szarm el-Szejk Izraelczycy odzyskaliby kontakt z Morzem Czerwonym, co umożliwiłoby normalny transport morski i rozwijanie kontaktów handlowych poprzez Ocean Indyjski.

Osiągnięcie tych celów rozgromiłoby egipską armię, zmuszając ją do wycofania się z Synaju i umożliwiłoby lądowanie brytyjskich i francuskich wojsk w strefie Kanału Sueskiego.

#### Strefa Gazy
Wieczorem 29 października 1956 r. trzy izraelskie brygady przeprowadziły natarcie na Strefę Gazy, otaczając i izolując większość sił egipskich w rejonie miasta Gaza. Podczas nocnych walk Izraelczycy opanowali ważny strategicznie węzeł komunikacyjny Rafah. Rankiem 30 października wyprowadzono stąd główne natarcie, zdobywając egipską bazę wojskową w Al-Arisz.

#### Przełęcz Mitla
Wieczorem 29 października 1956 r. Izraelczycy wysadzili desant spadochronowy o sile jednego batalionu na strategicznie położonej Przełęczy Mitla (315 km od granic Izraela i 45 km od Kanału Sueskiego). Opanowanie tej przełęczy odcięłoby większość egipskich sił na półwyspie Synaj od możliwości otrzymania posiłków i uniemożliwiłoby Egipcjanom przegrupowanie swoich wojsk.
Jednakże nocny desant nie poszedł zgodnie z planem i spadochroniarze wylądowali kilka kilometrów od celu. Zmarnowano cenne godziny i siły fizyczne żołnierzy na dotarcie do przełęczy, którą zdołano jednak szybko opanować. Izraelczycy okopali się, otrzymali drogą powietrzną wsparcie w postaci artylerii i oczekiwali na dotarcie drogą lądową pozostałych brygad.

#### Brytyjskie i francuskie ultimatum
Zaatakowany Egipt wezwał 30 października 1956 r. swoich arabskich sojuszników (Syrię i Jordanię) do uderzenia na Izrael. To właśnie w obawie przed możliwością rozpoczęcia wojny na frontach izraelsko-syryjskim i izraelsko-jordańskim izraelska armia nie rozpoczynała głównego natarcia na Synaju. Izraelskie brygady pozostawały cały czas w gotowości do przegrupowania, aby móc bronić terytorium własnego kraju. Wykorzystując ten czas egipska armia rozpoczęła przerzucanie swoich rezerwowych oddziałów na wschodni brzeg Kanału Sueskiego, na półwysep Synaj.
30 października 1956 roku Francja i Wielka Brytania wystosowały 24-godzinne ultimatum, w którym zażądały od Izraela i Egiptu wstrzymania walk i wycofania wszystkich wojsk na odległość 10 mil od obu brzegów Kanału Sueskiego, pod pretekstem bezpieczeństwa żeglugi. Izraelskie wojska nie doszły jednak wówczas jeszcze na taką odległość do kanału (najbliżej były na przełęczy Mitla), a przyjęcie ultimatum przez Egipt oznaczałoby konieczność wycofania się znad kanału i z Synaju. Egipt w konsekwencji odrzucił ultimatum, natomiast Izrael wyraził gotowość jego przyjęcia.

#### Abu Ageila
31 października 1956 r. dowództwo izraelskiej armii, nie dostrzegając żadnych ruchów wojsk syryjskich i jordańskich, rozpoczęło generalne natarcie na Synaju przy użyciu całości sił uderzeniowych. Główne natarcie skierowało się na przedpola Abu Ageili, którą po ciężkich walkach zdobyto 1 listopada. Równocześnie jedna brygada spadochronowa ruszyła przez pustynię i dotarła do zdobytej wcześniej Przełęczy Mitla.

#### Szarm el-Szejk
2 listopada 1956 r. izraelskie oddziały dotarły w pobliże Kanału Sueskiego, zatrzymując się w odległości 10 km od jego wschodniego brzegu. Jednak Izraelczycy prowadzili dalsze działania wojenne na południu półwyspu Synaj, kończąc je 5 listopada zdobyciem miasta Szarm el-Szejk i odblokowaniem Cieśniny Tirańskiej. Stało się to możliwe dzięki przerzuceniu drogą lądową do Ejlatu nad Zatoką Akaba pięciu barek desantowych LCM przenoszących czołgi AMX-13, oraz wsparciu dwóch fregat „Misnak” i „Mivtakh”, które dopłynęły tam wokół Afryki.

### Operacja „Muszkieter”

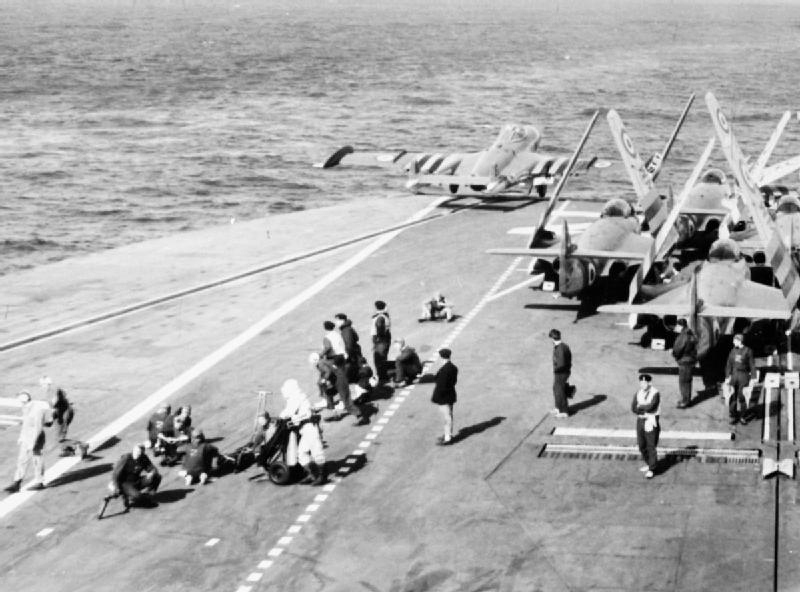
Brytyjskie samoloty z oznaczeniami szybkiej identyfikacji (czarno-żółte pasy) startują z lotniskowca „Albion” przeciw pozycjom egipskim

31 października 1956 roku po wystosowaniu ultimatum, Francja i Wielka Brytania przegrupowały swoje morskie siły uderzeniowe 50 mil morskich od wybrzeży Egiptu. Przed północą 31 października brytyjskie bombowce z Malty i Cypru zaatakowały cele w Egipcie, a nad ranem 1 listopada brytyjskie i francuskie samoloty startujące z pokładów lotniskowców rozpoczęły bombardowanie egipskich obiektów wojskowych. W ciągu 2 dni zniszczono 255 egipskich samolotów.
W reakcji na bombardowania, w nocy 31 października prezydent Naser zarządził ewakuację wojsk egipskich z Synaju i koncentrację w rejonie Aleksandrii i Port Saidu.

#### Działania morskie

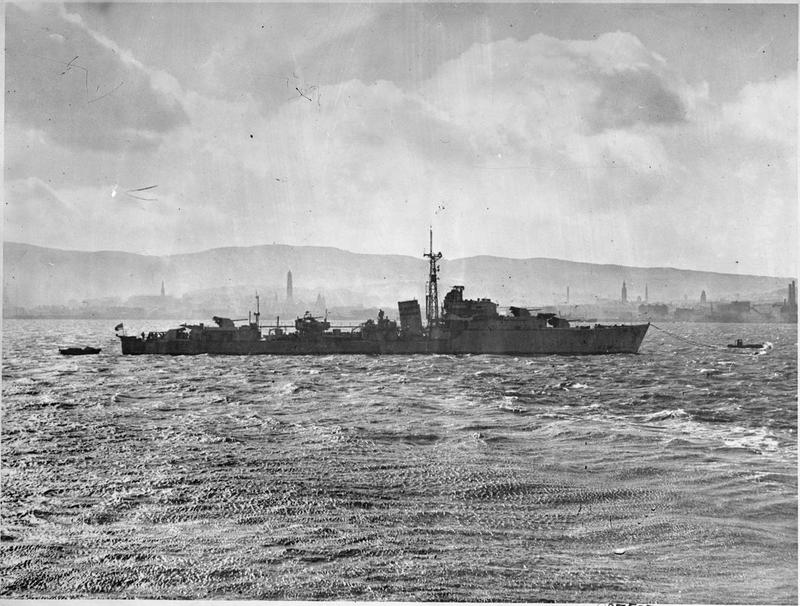
Niszczyciel INS „Eilat”

31 października 1956 roku egipski niszczyciel „Ibrahim al-Awal” wpłynął do Zatoki Hajfy i ostrzelał miasto Hajfę. W drodze powrotnej został przechwycony przez dwa izraelskie niszczyciele INS „Eilat” i „Jafo” oraz francuski „Kersaint”, lecz pojedynek artyleryjski nie przyniósł zwycięstwa. Egipski okręt został jednak następnie zaatakowany rakietami przez izraelskie myśliwce Ouragan i uszkodzony, po czym poddał się i został odholowany do portu w Hajfie. Po remoncie został wcielony do służby jako INS „Haifa”.
Po rozpoczęciu operacji Musketeer, rano 1 listopada egipskie siły morskie wyszły na Morze Śródziemne, lecz zawróciły po uszkodzeniu niszczyciela i zatopieniu kutra torpedowego przez lotnictwo pokładowe. Wcześniej około północy brytyjskie okręty zatopiły na Morzu Czerwonym egipską fregatę „Domiat”.
4 listopada z Aleksandrii w kierunku alianckiego zespołu wyszły trzy kutry torpedowe projektu 183, lecz dwa zostały zatopione przez samoloty z HMS „Bulwark”.

#### Reakcja ONZ
Stany Zjednoczone nie były zainteresowane dalszym trwaniem konfliktu na Bliskim Wschodzie i ewentualnym przejęciem kontroli nad Kanałem Sueskim, gdyż mogło to grozić eskalacją konfliktu na cały region i grozić nieobliczalnymi skutkami. Dodatkowo administracja prezydenta Dwight D. Eisenhowera została zaskoczona powstaniem węgierskim i radziecką interwencją zbrojną na Węgrzech. Eisenhower obawiał się, że Naser może oficjalnie zwrócić się do Związku Radzieckiego z prośbą o pomoc wojskową. Mogłoby to doprowadzić do dalszego wzrostu napięcia z Blokiem Wschodnim i spowodować bezpośredni konflikt wojskowy między Zachodem i ZSRR, i ostatecznie przekształcić zimną wojnę w prawdziwy konflikt zbrojny na skalę globalną. Dlatego Eisenhower wezwał Radę Bezpieczeństwa ONZ do wymuszenia zawieszenia broni w Egipcie. Jednak Wielka Brytania i Francja, jako stali członkowie Rady Bezpieczeństwa ONZ zawetowali projekt rezolucji.
Wówczas Stany Zjednoczone zaapelowały do Zgromadzenia Ogólnego ONZ proponując przyjęcie rezolucji wzywającej do zawieszenia broni, wycofania wojsk i otwarcia Kanału Sueskiego dla powszechnej żeglugi. Zgromadzenie Ogólne zwołało nadzwyczajne posiedzenie i 2 listopada 1956 przyjęło rezolucję. W tej nowej sytuacji, Izrael na prośbę Francji i Wielkiej Brytanii poprosił Zgromadzenie Ogólne ONZ o sprecyzowanie treści rezolucji. Było to „granie na czas”, z którego korzystały europejskie mocarstwa przygotowujące swoje siły inwazyjne do lądowania w Egipcie.

#### Desant Francji i Wielkiej Brytanii
5 listopada 1956 r. brytyjscy spadochroniarze wylądowali wieczorem na lotnisku El Gamil, zdobywając teren egipskiej bazy wojskowej. Zaczęły tutaj lądować kolejne samoloty transportowe z oddziałami desantowymi. 6 listopada brytyjska piechota morska wylądowała rano na plażach Port Saidu, w pobliżu Kanału Sueskiego. Doszło do ciężkich walk, w których zniszczone zostały egipskie baterie nadbrzeżne. Po południu francuscy komandosi zajęli mosty w Al-Raswa i opanowali Port Fuad. W walkach zniszczono liczne egipskie czołgi. W ten sposób prawie 30 tys. brytyjskich i francuskich żołnierzy opanowało 20 km strefę Kanału Sueskiego. Chaotycznie i niezbyt dobrze zorganizowane walki trwały jeszcze do 7 listopada.
Zdesperowany Naser nakazał wówczas zatopienie 49 (lub 47) statków w Kanale Sueskim, blokując na nim żeglugę do 1957 roku.

### Zawieszenie broni
Prezydent USA Eisenhower zagroził Wielkiej Brytanii, że sprzeda amerykańskie rezerwy funta szterlinga i tym samym spowoduje załamanie się brytyjskiej waluty. Dodatkowo Arabia Saudyjska ogłosiła embargo na dostawy ropy naftowej do Wielkiej Brytanii i Francji, a Stany Zjednoczone odmówiły uzupełnienia braków w dostawach paliwa do czasu szybkiego wycofania wojsk brytyjskich i francuskich z Egiptu.
W wyniku tych nacisków 6 listopada 1956 r. zostały wstrzymane wszystkie działania wojenne w Egipcie. Następnie 6 grudnia Izrael przesunął swoje oddziały na odległość 30 km od Kanału Sueskiego, a 22 grudnia Wielka Brytania i Francja wycofały swoje oddziały z Egiptu. 7 marca 1957 roku Izrael zakończył wycofywanie swoich wojsk z półwyspu Synaj i Strefy Gazy.

## Bilans

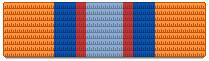
Baretka izraelskiego medalu za udział w wojnie synajskiej

Pod względem strat materialnych wojna zadała więcej strat Egiptowi niż koalicji, mimo tego ostatecznie wynik był korzystny dla Egiptu. Izraelska armia straciła 197 zabitych, 899 rannych i 4 wziętych do niewoli. W trakcie walk zestrzelonych zostało 15 izraelskich samolotów. Kosztem tych strat zniszczone zostały wszystkie bazy szkoleniowe fedainów w Strefie Gazy i na Synaju. W trakcie walk Izraelczycy zdobyli na Synaju 7 tys. ton amunicji, 25 tys. ton benzyny, 100 sprawnych czołgów, 220 dział i około tysiąca różnych pojazdów mechanicznych. Odblokowana została dla izraelskiej żeglugi morskiej Zatoka Akaba i port w Ejlacie, mimo tego w następnym czasie nacjonalizacja kanału nastąpiła ponownie.
Brytyjskie straty to 56 zabitych i 91 rannych, natomiast francuskie 10 zabitych i 43 rannych.
Bazy lotnicze Egiptu zostały zniszczone albo poważnie uszkodzone. Utracono cały korpus sił pancernych z wielką liczbą czołgów. Ogółem zginęło 650 Egipcjan, 2,9 tys. zostało rannych, a do niewoli trafiło 2 tys.
Próba przejęcia Kanału zakończyła się przegraną koalicji i ponowną nacjonalizacją przez rząd Egiptu, a także przyspieszeniem rozpadu imperium kolonialnego.

## Skutki konfliktu
Efekty polityczne konfliktu dla Francji i Wielkiej Brytanii okazały się wysoce negatywne. Zdecydowała o tym postawa Stanów Zjednoczonych, dla których konflikt ten był bardzo niewygodny. Groźba kryzysu gospodarczego spowodowała upadek rządu brytyjskiego premiera Anthony Edena. Nowy rząd Harolda MacMillana wycofał siły wojskowe z Egiptu w marcu 1957 roku. Francuzi wycofali swoje wojska kilka tygodni wcześniej. Często twierdzi się, że upadek rządu Anthony Edena był swoistym symbolem końca Imperium Brytyjskiego. Konflikt wykazał, że Wielka Brytania nie może już praktycznie prowadzić całkowicie samodzielnej polityki zagranicznej, gdyż w każdym poważnym konflikcie międzynarodowym decydującą rolę odgrywają relacje między „supermocarstwami”, tj. Stanami Zjednoczonymi i Związkiem Radzieckim.
Francja odebrała zachowanie Stanów Zjednoczonych w konflikcie jako rodzaj „zdrady”, która uświadomiła jej, że nie można opierać swojej polityki na zbyt ścisłym aliansie z tym krajem, gdyż interesy obu państw są często sprzeczne. Konstatacja ta na długo określiła politykę zagraniczną Francji.
Naser, mimo militarnej klęski w tym konflikcie, stał się rodzajem arabskiego bohatera. Wokół niego zaczął się krystalizować ruch panarabski, postulujący wyzwolenie wszystkich krajów arabskich spod kontroli Zachodu. Spadek znaczenia międzynarodowego Francji i Wielkiej Brytanii na skutek konfliktu przyspieszył proces dekolonizacji na całym świecie. Egipt ponownie przejął kontrolę nad Kanałem Sueskim, a Izrael zgodnie z rezolucją ONZ opuścił na wiosnę 1957 roku Synaj i Strefę Gazy, które przeszły pod tymczasową kontrolę międzynarodowych sił pokojowych UNEF. Sumaryczny efekt konfliktu był jednak dla tego państwa w gruncie rzeczy pozytywny. Mediacji pomiędzy Izraelem a Egiptem podjął się Lester Pearson, minister spraw zagranicznych Kanady.